# SPH Music Masters

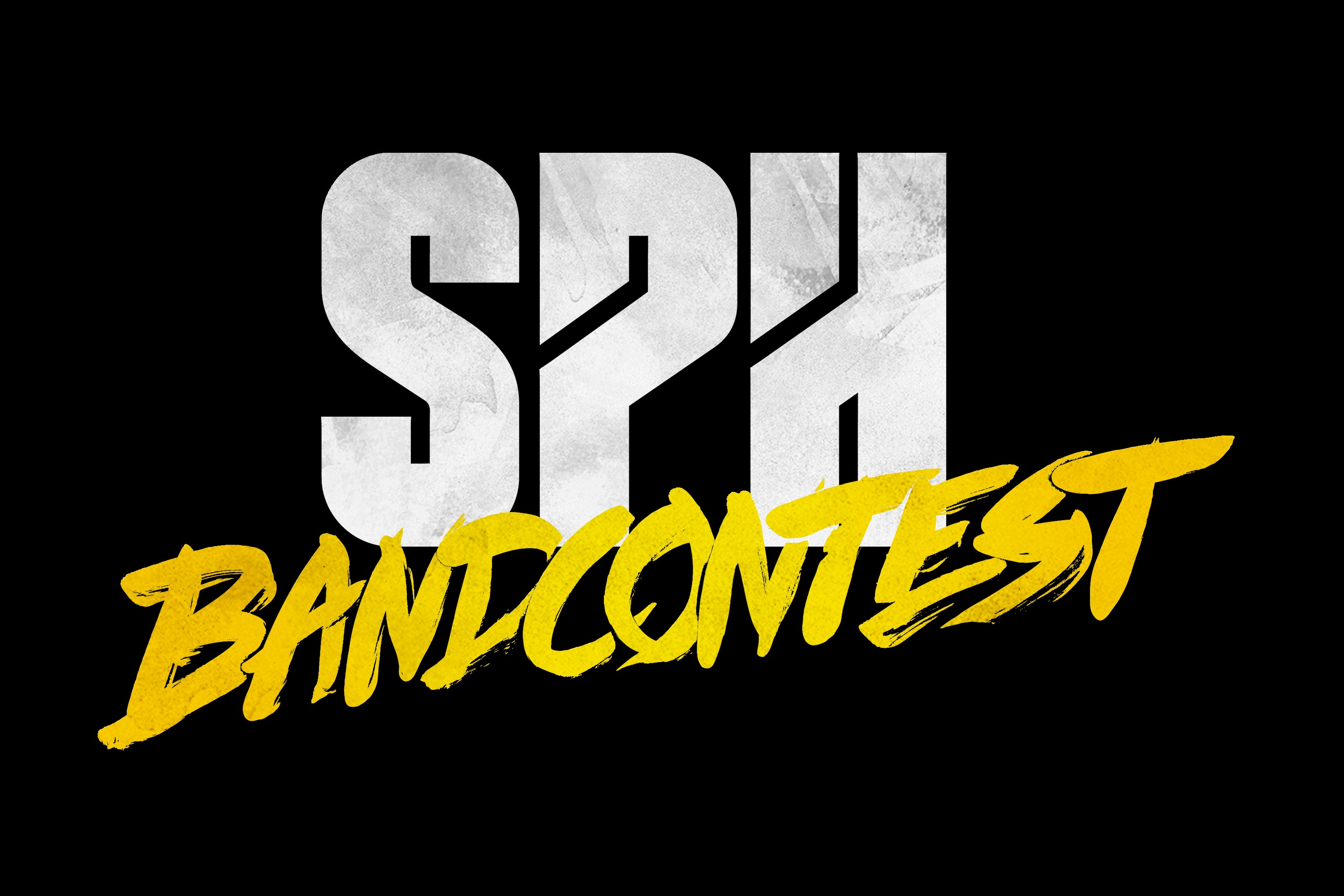
Logo ab Saison 2015

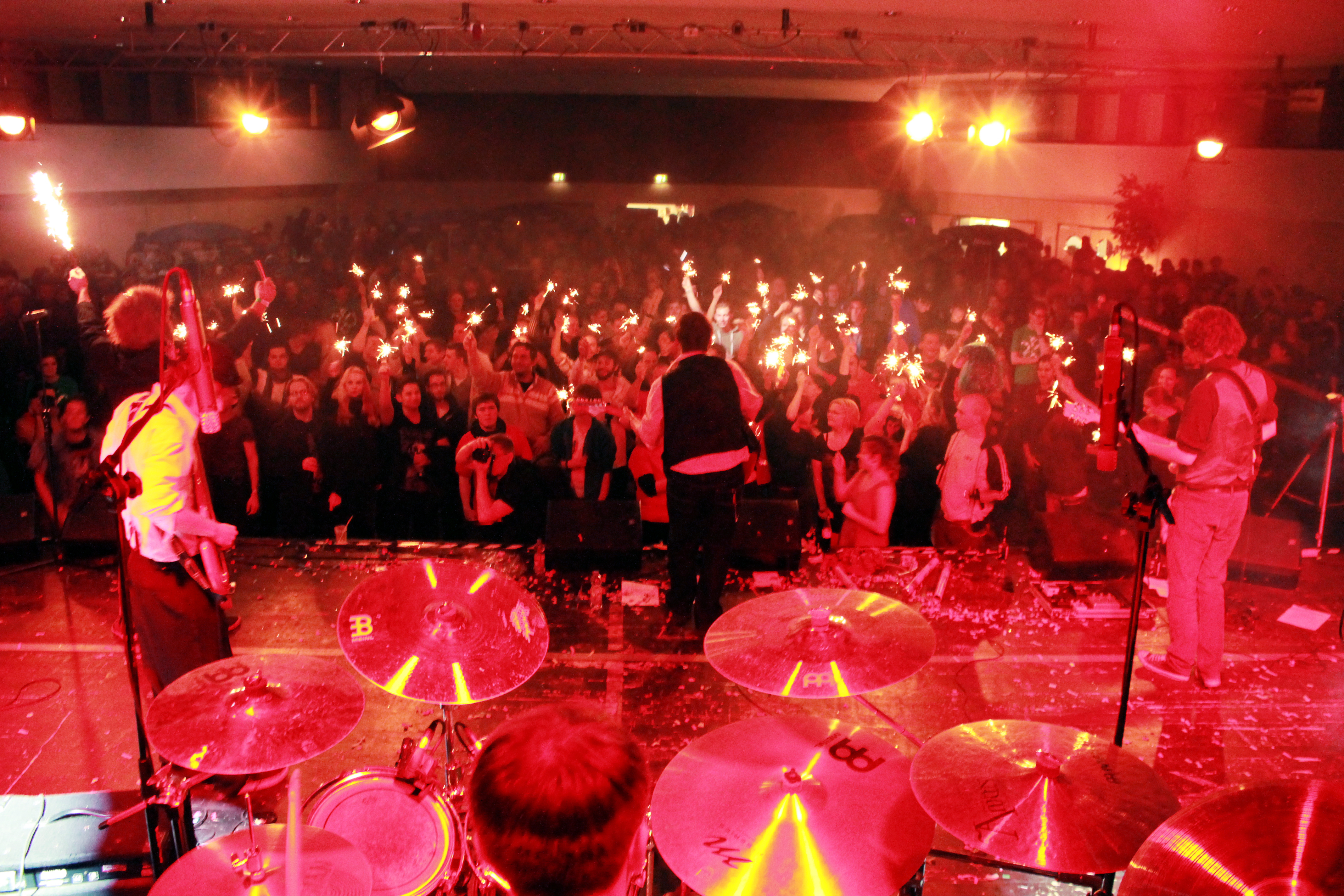
Die Gribaldies im Deutschland-Finale 2012

Die SPH Music Masters (bis 2019: SPH Bandcontest) sind ein im Jahr 2008 gegründeter Bandwettbewerb, der in ganz Deutschland, Österreich und in der Schweiz stattfindet. Es gibt im Rahmen des Wettbewerbs ca. 2000 Band-Bewerbungen, 1000 auftretende Bands und 500 Konzerte pro Saison (Stand: 01/2019). Der SPH-Bandcontest gilt als größter seiner Art für Nachwuchsmusiker in Deutschland, Österreich und der Schweiz.
Die teilnehmenden Künstlerinnen, Künstler und Bands müssen einen eigenen Teilnahmebeitrag zahlen, werden aber an den von den Bands selbst verkauften Tickets beteiligt (nicht am Gesamtumsatz). Für alle Teilnehmenden gibt es diverse Preise zu gewinnen, zusätzlich gibt es eine Chance auf die jährlich verliehenen Best Artist Awards für die besten Musiker. Die SPH Music Masters finden jährlich in mehreren Auswahlrunden in ca. 50 deutschen Städten statt, seit 2015 auch in zehn Städten Österreichs. Der Wettbewerb wird durch die nationale Musikindustrie und entsprechende Verbände gefördert.
Die SPH Music Masters werden von der in Montabaur ansässigen SPH Music Group ausgerichtet und erhalten keine staatlichen Zuschüsse. Fördergelder von Privatpersonen und Musikinitiativen werden in fördernswerte Bands investiert. Der SPH Music Master investiert außerdem in die Erweiterung der Preise und des Wettbewerbsgebietes, Bandprojekte, Livekonzerte, erhaltenswerte Clubs und Initiativen.

## Geschichte
Der erste SPH Bandcontests fand im Januar 2009 in Montabaur statt. Der Wettbewerb wurde von den Gründern Robin Müller und Bernd Kopin als Projekt von Musikern für Musiker zur Förderung von Bands und Auftrittsmöglichkeiten, Live-Erfahrungen und Netzwerkmöglichkeiten gestartet. Seinen Ursprung fand der Nachwuchswettbewerb in der Unzufriedenheit rund um die mit den Möglichkeiten und Umgangsformen bei anderen Bandwettbewerben. Beim SPH Music Master spielen nach eigener Aussage Werte wie Gemeinschaftssinn, Hilfsbereitschaft, Freundschaft und die Verfolgung eines gemeinsamen Zieles von Veranstaltern und Bands, nämlich nachhaltige Nachwuchsarbeit sowie Auftritts- und Konzerterfahrungen, eine Rolle. Bis heute wird der SPH Music Master ausschließlich von Studierenden und Musikern verschiedenster Fachrichtungen organisiert (jährlich mehr als 200 Personen).
Der SPH Music Master war bis 2012 ein ausschließlich westdeutscher Bandwettbewerb. Im Jahr 2013 wurde das Angebot mit 250 Künstlerinnen und Künstlern in 38 Städten auf das gesamte Bundesgebiet ausgeweitet (u. a. Berlin, Hamburg, Leipzig, Bremen und München). Für die Saison 2015 wurde das Wettbewerbsgebiet neben weiteren Städten in Deutschland auch auf erste Städte in Österreich und in der Schweiz erweitert und die Bands bereits in den Vorrunden direkt an den Ticketing-Einnahmen beteiligt.
Der Begriff SPH stand ursprünglich einmal für „Ska / Punk / Hardcore“, inzwischen ist das Kürzel nur noch ein Markenname, da der Wettbewerb für verschiedenste Genres, Altersstufen und Musikstile offen ist. Das Deutschland-Finale findet in der ca. 1000 Personen fassenden Stadthalle von Montabaur im Westerwald statt.

## Modus und Abstimmung
Die Teilnehmer des SPH Bandcontests spielen in verschiedenen Auswahlrunden bis hin zum Deutschland-Finale. Von der ersten Runde an gibt es eine Fachjury. Die Stimmen des Publikums und die Wertung der Fachjury werden jeweils zu 50 % gewichtet. Das System wurde mit verschiedensten Akteuren des Musikbusiness und weiteren Industriepartnern entwickelt, die den SPH Bandcontest auch als Jurymitglieder und Besucher unterstützen. Weitere Jurymitglieder können zudem ehemaliger Teilnehmer, lokale Radioreporter, Audiotechniker, Musikstudierenden oder Journalisten sein.

## Preise
Jede teilnehmende Band erhält ein sog. Förderpaket, in dem verschiedene Förderleistungen gebündelt werden. Darüber hinaus gibt es für die erfolgreichsten Bands des Wettbewerbs u. a. Coachings, Auftrittsmöglichkeiten, CD-Produktionen, Musikvideos und andere Leistungen zu gewinnen. Zudem werden die besten Musiker des Wettbewerbs in den Kategorien Gesang, Gitarre, Bass und Schlagzeug jährlich mit den Best Artist Awards ausgezeichnet und erhalten entsprechende Sachpreise.

## Kritik
Teilnehmer beklagten den Teilnahmebeitrag in Höhe von 50 Euro. Der Veranstalter führe wertlose Werbemittel als „Gegenwert“ ins Feld. Mit dem Konzept „Pay-to-play“ habe der SPH Bandcontest keinen Nutzen für junge Bands.

## Siegerbands
2023
- 1. Platz: The Red Flags
- 2. Platz: Kaifeck
- 3. Platz: Camel on Fire

2022
- 1. Platz: Nero’s Friends
- 2. Platz: The Representatives of Monkey Jack
- 3. Platz: Baba Shrimp Gang

2020
- 1. Platz: Showdown
- 2. Platz: Die Rasselbande
- 3. Platz: Exdirectory

2019
- 1. Platz: Alias Eye
- 2. Platz: Pirates In Black
- 3. Platz: Not My Monkeys

2018
- 1. Platz: O’Bros
- 2. Platz: Senti Metal
- 3. Platz: Etienne Eben and Band

2017
- 1. Platz: BK & The Trailblazers
- 2. Platz: Crazy Pain
- 3. Platz: Nö, Danke

2016
- 1. Platz: The Fat Cat
- 2. Platz: Quiet Cowtone
- 3. Platz: Blue House

2015
- 1. Platz: Indianageflüster
- 2. Platz: Penguin Suicide
- 3. Platz: GranDuca

2014
- 1. Platz: NeverKnow
- 2. Platz: Subito
- 3. Platz: State of Mind

2013
- 1. Platz: The Cash Crops
- 2. Platz: Kyles Tolone
- 3. Platz: Dread Burden

2012
- 1. Platz: Unique Control
- 2. Platz: Nexus Loose
- 3. Platz: Die Gribaldies

2011
- 1. Platz: Famous for a Cutie
- 2. Platz: Five Days and Farewell
- 3. Platz: Naked in a Penthouse

2010
- 1. Platz: Awaiting Crunch
- 2. Platz: 3 Tage Tape
- 3. Platz: As Seconds Become Centuries

2009
- 1. Platz: Tough Nut to Crack
- 2. Platz: Cardiac Casper
- 3. Platz: Autodidakt